# Ferrari Dino 246SP

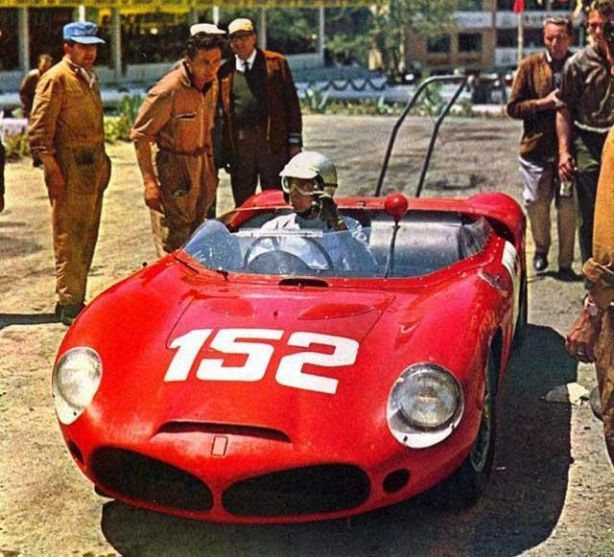
Willy Mairesse im Ferrari Dino 246SP bei einem Tankstopp während der Targa Florio 1962

Der Ferrari Dino 246SP war ein Rennsportwagen, den die Techniker der Scuderia Ferrari 1961 für Sportwagenrennen entwickelten.

## Hintergrund und Technik
Als Ferrari im Februar 1961 bei der alljährlichen Pressekonferenz den Dino 246SP präsentierte war dies für die anwesenden Vertreter der internationalen Motorsportpresse eine Überraschung. Dieses Fahrzeug war der erste Mittelmotor-Rennsportwagen der Scuderia in deren Geschichte. Parallel zum Sportwagen wurde auch der neue Formel-1-Rennwagen, der Ferrari 156, präsentiert.
Der Dino 246SP, von dem nur zwei Fahrgestelle gebaut wurden, hatte eine Spider-Karosserie von Fantuzzi, rundum Einzelradaufhängungen sowie Scheibenbremsen, die wie beim Formel-1-Rennwagen hinten direkt am Differentialgehäuse saßen. Der Motor wurde aus dem Triebwerk des 246F1 abgeleitet. Der 2,4-Liter-6-Zylinder-V-Motor leistete 270 PS.

## Name und Typen-Bezeichnung
Die Bezeichnung „Dino“ geht auf Enzo Ferraris 1956 früh verstorbenem Sohn Alfredo zurück und stellt eine Kurzversion des Kosenamens Alfredino dar. Der von ihm konzipierte V6-Motor wurde in den späten 1950er-Jahren in Rennwagen der Formel 1 und der Formel 2 und ab den späten 1960er-Jahren in Seriensportwagen eingesetzt. Die Typenbezeichnung „246“ folgt der damaligen Nomenklatur von Ferrari: die ersten beiden Zahlen beziehen sich auf den gerundeten Gesamt-Hubraum, die letzte Ziffer gibt die Zylinderzahl an. Die Suffix „SP“ steht für die Renn-Klasse „Sport-Prototype“, wahlweise auch „Super Production“. Werksintern wurden diese Fahrzeuge als „PROVA“ etikettiert.

## Renngeschichte
Sein Renndebüt gab der Dino 246SP 1961 beim 12-Stunden-Rennen von Sebring. Fahrgestell 0790 wurde von Richie Ginther und Wolfgang Graf Berghe von Trips gefahren. Der Wagen erreichte nach einem Defekt an der Spurstange nicht das Ziel.
Den zweiten Renneinsatz gab es bei der Targa Florio 1961. Zwei Rennsportwagen wurden für Olivier Gendebien und Phil Hill (Fahrgestell 0790) sowie Wolfgang Graf Berghe von Trips und Richie Ginther (Fahrgestell 0796TR) vorbereitet. Porsche und Ferrari dominierten das Rennen von Beginn an. Stirling Moss übernahm im Porsche 718 RS61 die Führung und schon in der ersten Runde, nach wenigen Kilometern, fiel er erste 246SP mit Phil Hill am Steuer nach einem Unfall aus. Beim ersten Boxenstopp von Trips entschied Ferrari-Rennleiter Romolo Tavoni zum Leidwesen von Richie Ginther, dass Olivier Gendebien die Fahrt mit dem Trips-Wagen fortsetzen solle. Gendebien gelang es, den Rückstand auf Graham Hill, der den Wagen von Moss übernommen hatte, deutlich zu reduzieren. Entschieden wurde das Rennen durch einen Getriebeschaden des nach wie vor führenden Moss in der vorletzten Runde. Damit war der Weg zum Sieg für von Trips und Gendebien frei, die den neuen 246SP gleich beim zweiten Einsatz zum ersten Sieg fuhren.
Beim 1000-km-Rennen auf der Nordschleife des Nürburgrings waren wieder beide Fahrzeuge am Start. Schon im Training überzeugten die Ferrari; Wolfgang von Trips erzielte in 9:33.700 Minuten die beste Trainingszeit, was einem Schnitt von 143,134 km/h entsprach. Im Rennen lag zur Halbzeit der Wagen von Hill/von Trips mit mehr als fünf Minuten Vorsprung auf den Maserati Tipo 61 von Masten Gregory und Lloyd Casner deutlich in Führung, als Hill verunfallte. Hill war im Streckenabschnitt Flugplatz auf eine Ölspur geraten und hatte dabei die Herrschaft über den Wagen verloren. Der Wagen geriet in einen Graben und anschließend in Brand. Hill konnte vorher unverletzt dem Wrack entsteigen. Das Fahrgestell wurde später in der Ferrari-Fabrik neu aufgebaut. Das Rennen gewannen Gregory und Casner, der zweite Dino kam als Dritter in die Wertung.
Nach Ausfällen beim 24-Stunden-Rennen von Le Mans und dem 4-Stunden-Rennen von Pescara Ende 1961 folgten 1962 zwei weitere Siege in der Sportwagen-Weltmeisterschaft. Willy Mairesse, Olivier Gendebien und Ricardo Rodríguez siegten bei der Targa Florio; Phil Hill und Olivier Gendebien beim 1000-km-Rennen auf dem Nürburgring. Im August 1962 feierte Mike Parkes den letzten Erfolg mit diesem Rennwagentyp bei der Guards Trophy in Brands Hatch.